# Waldemar Bispo Duarte
Waldemar Bispo Duarte (Uiraúna, 18 de julho de 1923 - João Pessoa, 4 de setembro de 2004) foi um jornalista, escritor, bibliotecônomo, bacharel em Direito, crítico literário, articulista, cronista, contabilista, historiador, poeta e pesquisador brasileiro, imortal da Academia Paraibana de Letras. Foi presidente da seccional paraibana da União Brasileira de Escritores e coordenador da Comitiva Paraibana ao II Congresso Brasileiro de Escritores. Fez parte da chamada Geração 59, movimento intelectual paraibano.
Fundador do Arquivo Histórico da Paraíba, que atualmente carrega seu nome.

## Biografia e carreira
Filho de Sabino Duarte e de D. Maria Quitéria da Conceição, nasceu em Uiraúna, cidade do sertão paraibano, em 1923.
Cursando o primário e secundário em João Pessoa, formou-se em Contabilidade, pela UFPB; Direito, pela Universidade Autônoma de João Pessoa; e Biblioteconomia, pela UNIRIO e Biblioteca Nacional do Rio de Janeiro, sendo o primeiro bibliotecário formado da Paraíba, diplomando-se em 1966. Fez alguns cursos técnicos: Treinamento de fiscalização do IAPAS; Chefia de alto nível do IAPAS; Noções de Contabilidade Mecanizada e Pesquisa de Artifícios Contábeis (IAPAS); Bibliografia da Etnografia e Folclore: Fontes Bibliográficas para o estudo do desenvolvimento do Brasil.
Iniciou a vida profissional aos 16 anos de idade como funcionário do IAPTEC e exerceu outros cargos no serviço público, principalmente nas áreas de previdência e historiografia, podendo-se citar: fiscal de contribuições previdenciárias do IAPAS, coordenador de arrecadação e fiscalização, redator de acórdãos do Conselho Superior da Previdência Social, assessor especial da Secretaria de Cultura, Esporte e Turismo da Paraíba e diretor do Arquivo Histórico da Paraíba.
Foi redator de A União (coluna "Letras e Artes" e suplemento literário "Correio das Artes"), Correio da Paraíba, O Norte e do Anuário Paraibano, chefe de reportagem da Revista Temas (Rio de Janeiro) e diretor da revista Era Nova (João Pessoa), tratando mormente sobre assuntos literários. Participou do Conselho Estadual de Cultura da Paraíba e, em 1985, tornou-se presidente da Secção Paraibana da União Brasileira de Escritores (UBE).
Além da colaboração para jornais e revistas da Paraíba e outros estados, foi sócio honorário da International Student's Society, membro da Associação Paraibana de Imprensa e sócio do Sindicato dos Jornalistas Profissionais da Paraíba e do Estado da Guanabara. Aposentado do serviço público, manteve atividades nas áreas de jornalismo, literatura e pesquisa.
Sua biblioteca possui 50 mil volumes. Por vezes usou pseudônimos, como José Ameríndio e Marcílio Sepúlveda.
Faleceu em 2004, aos 81 anos. Foi casado com D. Etienete; tiveram cinco filhos, dois homens e três mulheres.

### Academia Paraibana de Letras
Empossado na Academia Paraibana de Letras, em 27 de dezembro de 1991, ocupou a cadeira de número 01, que possui Augusto dos Anjos como patrono e José Flóscolo da Nóbrega como fundador. Segundo sucessor, foi antecedido por Humberto Nóbrega. Foi sucedido por Altimar Pimentel e José Nêumanne Pinto, seu conterrâneo de Uiraúna. Foi recepcionado pelo acadêmico Jansen Filho.

### Arquivo Histórico Waldemar Bispo Duarte
Em 1987, durante o governo de Tarcísio Burity, é fundado o Arquivo Histórico da Paraíba, localizado no Espaço Cultural José Lins do Rego, sede da Fundação Espaço Cultural da Paraíba (FUNESC), em João Pessoa.
Partiu de Waldemar o projeto de um espaço dedicado aos documentos históricos do Estado, separando-lhes das pastas meramente administrativas, a ficar sob responsabilidade do Governo. Implantou o acervo, reunindo documentos de diferentes instituições (públicas ou privadas), em uma seleção atinente à história da Paraíba e de João Pessoa, como arquivos desde o tempo colonial, cartas de Dom Pedro I e fotografias raras. Além dos volumes de origem institucional, parte advém de doações de pessoas, inclusive do próprio Waldemar, de modo que o local também conta sobre sua trajetória.
Após sua morte, em 2004, o Arquivo, em homenagem ao seu idealizador e primeiro diretor, passou a ser denominado Arquivo Histórico Waldemar Bispo Duarte.

## Trabalhos literários
Em 1958, publicou seu primeiro livro de poesias, um livro de bolso com 170 páginas, intitulado Evocações - Poesias, Paraibanas, Cariocas, Ultramarinas, Íntimas. Conforme Wilton Veloso (assim como Waldemar, colaborador permanente em "Correio das Artes"), nesta obra Duarte apresenta seu comportamento diante dos fatos da vida, seu modo de reagir perante o cotidiano.
Em 1987, lançou uma biografia de Virgínius da Gama e Melo, O menestrel Virgínius da Gama e Melo, em que destaca a boemia literária de seu amigo.

### Lista
- Evocações - Poesias, Paraibanas, Cariocas, Ultramarinas, Íntimas (ed. Empresas Gráficas do Nordeste Ltda)... 1958[4]
- Interpretando Osíris de Belli... 1962
- Humanização do Direito Romano no Código Penal Brasileiro (ed. Revista de la Facultad de Derecho de México - UNAM)... 1973[20]
- O menestrel Virgínius da Gama e Melo (ed. A União)... 1987
- Documentação como tema literário – ensaios... 1988
- Discurso de recepção e posse na APL... 1990
- História derivada (ed. E.G.N.) ... 1991[21]
- Bibliografia paraibana – volume I (ed. Senado Federal)... 1994[22]
- Resíduos poemáticos – poesias... s.d.
- Fontes para uma literatura paraibana... s.d.
- Lágrimas de um coração... s.d.
- Brasileiro... s.d.
- Walfredo Rodrigues e a cultura paraibana... s.d.

Fonte: 

## Homenagens
Recebeu a Medalha Augusto dos Anjos, pela sua contribuição à cultura paraibana e por divulgar a obra do autor de "Eu". Foi sua ideia a aposição de um busto de Augusto no Parque Sólon de Lucena.
É homenageado, desde 2004, pela Associação Brasileira de Jornalistas de Turismo da Paraíba (ABRAJET-PB), com o Troféu Waldemar Duarte. Em 1986, foi um dos sócios fundadores da associação.
Em 29 de julho de 2011, foi homenageado pela UBE/PB e FUNESC, através da Biblioteca Juarez da Gama Batista, durante sessão especial referente ao dia do escritor, 25 de julho.
Em 14 de setembro de 2023, seu centenário, assim como o de outros cinco imortais, foi homenageado pela APL, que também comemorava 82 anos, em sessão solene no Centro Cultural São Francisco.